# Physocephala sororcula
Physocephala sororcula är en tvåvingeart som beskrevs av Samuel Wendell Williston  1892. Physocephala sororcula ingår i släktet Physocephala och familjen stekelflugor. Inga underarter finns listade i Catalogue of Life.